# 90 minuti dopo mezzanotte
90 minuti dopo mezzanotte (90 Minuten nach Mitternacht) è un film tedesco del 1962, diretto da Jürgen Goslar  e con protagonisti Christine Kaufmann, Christian Doermer, Martin Held e Hilde Krahl.  Il film è basato sul racconto The Hours After Midnight di Joseph Hayes.

## Trama
La diciassettenne Julie Elgin viene rapita e subisce un tentativo di violenza sessuale da parte di Nolan Stoddard, un tipo poco raccomandabile che conosce di vista e con il quale si era appartata dopo un litigio con il fidanzato. Nolan, che aveva chiesto un riscatto, viene poi ucciso dal padre di Julie.